# コンスタンティノープル包囲戦 (674年-678年)
コンスタンティノープル包囲戦（コンスタンティノープルほういせん、674年 - 678年）は、ムアーウィヤ時代のウマイヤ朝が東ローマ帝国の首都コンスタンティノープルを包囲した戦いである。 アラブ・東ローマ戦争前期の重要な戦いの一つで、ウマイヤ朝の歴史の中では小アジア方面への拡張が最高潮に達した事件であった。

## 概要
第一次内乱の末に661年にウマイヤ朝を開き、アラブ・ムスリム世界の長となったムアーウィヤは、西方の東ローマ帝国に対し積極的な拡張策を採った。数年の戦いを経て、ムアーウィヤは東ローマ帝国首都コンスタンティノープルを奪取することで帝国に致命傷を負わせようと考えるようになった。
東ローマ帝国の歴史家テオファネスによれば、この時のアラブ人の襲来は組織的なものだった。672年から673年にかけて、アラブ人の艦隊が小アジア沿岸に基地を確保し、コンスタンティノープル周辺に緩やかな海上封鎖を敷いた。ウマイヤ海軍はマルマラ海南岸のキュジコス半島を冬営地とし、春になるたびにコンスタンティノープルの要塞を攻撃した。しかしコンスタンティノス4世率いる東ローマ海軍は、最終的に「ギリシアの火」の名で知られる新発明の液状焼夷剤を投入しウマイヤ海軍を壊滅させた。また東ローマ陸軍も小アジアでウマイヤ軍を破り、コンスタンティノープルを包囲する軍勢を撤退させることに成功した。この勝利によりウマイヤ朝の圧力はしばらく弱まり、東ローマ帝国は生き残ることができた。しばらくしてウマイヤ朝は東ローマ帝国と和平を結んだが、間もなくイスラーム世界は第二次内乱に突入し、東ローマ帝国が逆に優位に立つ時代が訪れた。
ムスリム側では、いくつかの初期イスラームの伝説にこの戦いに関するエピソードを見つけることができる。ただそれらの伝説は、数年前に後のカリフのヤズィードが行ったコンスタンティノープル遠征と混同もしくは同一視されている部分が多い。またムスリム側の史料には、この時期にコンスタンティノープルで「包囲戦」が行われたという記録自体が存在しない。近年ではムスリム側の史料をもとに、東ローマ側のテオファネスの記録の正確性を疑問視する説が提示されている。例としてオックスフォード大学のジェームズ・ハワード＝ジョンストンの2010年の研究や、その後のマレク・ヤンコヴィアクの研究が挙げられる。彼らはアラビア語やシリア語の文献を重視する点では一致しているものの、年代や包囲の実態については異なる結論に至っている。
2つの帝国の間で行われた大包囲戦の影響は大きく、その報は遠く中国の唐にまで伝わり、旧唐書や新唐書に記述がみられる。

## 背景

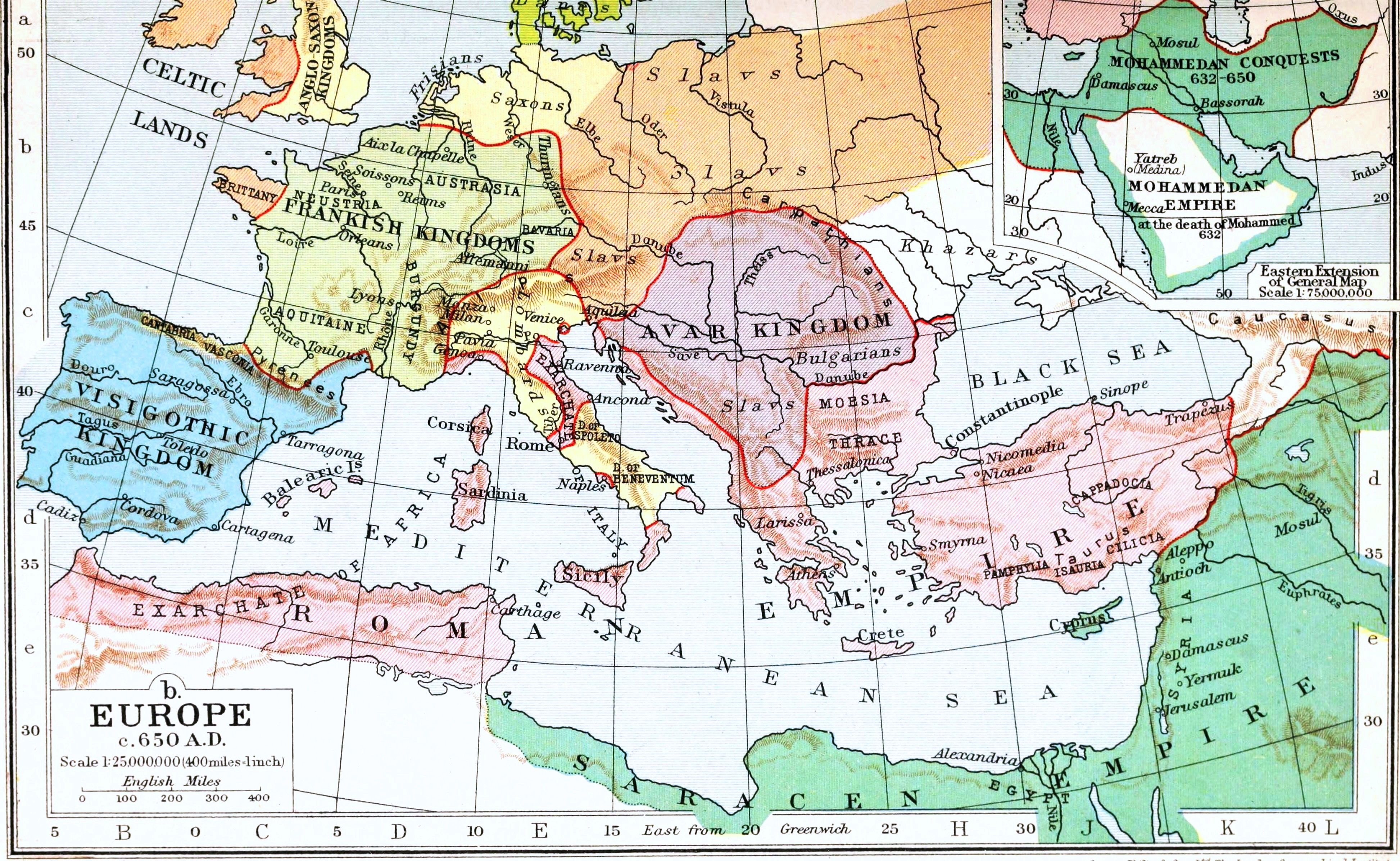
650年ごろのヨーロッパ。東ローマ帝国（ROMAN EMPIRE）は薄赤、ウマイヤ朝（SARACEN EMPIRE）は緑。

636年、東ローマ帝国はヤルムークの戦いで正統カリフ時代のムスリムに大敗を喫し、レバントに残っていた軍の大部分を小アジアに引き上げ、タウロス山脈を防衛線とした。対するムスリムはシリアを平定した後、間もなくエジプトも征服した。小アジア方面でも、640年以降ムスリムはキリキアの前線を攻撃し、小アジアに深く侵入するようになった。レバントの総督となったウマイヤ家のムアーウィヤも、この方針を引き継いだ。また彼はムスリム海軍の増強にも力を注ぎ、わずか数年でキプロスを征服し、エーゲ海のコス島やロドス島、クレタ島まで襲撃できるようになった。そして655年のマストの戦いで、若いムスリム海軍は数で勝る東ローマ帝国海軍を壊滅させるまでになった。656年に正統カリフのウスマーンが暗殺され、第一次内乱が勃発すると、アラブ人の東ローマ帝国への攻撃はいったん止まった。カリフ位を狙い戦っていたムアーウィヤは、659年に東ローマ帝国と和平を結び貢納金を支払うことさえした。
661年、ムアーウィヤが内乱を勝ち抜いてウマイヤ朝を建設し、東ローマ帝国との平和も断ち切られた。翌年からムスリムの東ローマ帝国再侵攻が始まり、タウロス山脈の西側でムスリム軍が越冬して帝国に圧力をかけるようになった。これにより、東ローマ帝国の経済は大混乱に陥った。またこうした遠征とともに、小アジア南岸でもムスリム海軍による襲撃が相次いだ。668年、テマ・アルメニアコンのストラテゴスだったサボリオスが反乱を起こし皇帝を自称した。これを支援するべくファダーラ・イブン・ウバイド率いるウマイヤ軍がアナトリア半島に向かったが、到着したころには既にサボリオスが落馬事故で死亡し、反乱が終結した後だった。ファダーラはマラティヤに近いヘクサポリスで冬を越し、増援を待った。
669年春、援軍を得たファダーラはアナトリアに侵入し、ボスポラス海峡のコンスタンティノープル対岸にあるカルケドンまで侵攻した。しかしこの軍はカルケドン攻略に失敗し、飢えと疫病で壊滅した。そこでムアーウィヤは、息子ヤズィードに軍勢を与え、ファダーラの援護に向かわせた。その後の展開については、文献によって食い違いがある。9世紀の東ローマ帝国の歴史家証聖者テオファネスによれば、ウマイヤ軍はカルケドンの前にしばらくとどまったのちシリアに帰還し、その道中でアモリウムを占領し駐屯した。これはアラブ人がアナトリア半島内の要塞を保持しようとした初めての試みであり、おそらくアラブ軍は翌年に再遠征した際にここを拠点としようとしたとみられる。しかし同年の冬のうちに、東ローマ帝国はアモリウムを奪回した。一方アラブ側の文献では、ウマイヤ軍はシリアに帰る前にヨーロッパ大陸に渡り、コンスタンティノープルを直接攻撃したものの失敗したという。東ローマ側にこうした記録は見られないことから、このアラブ側の文献は、後のカリフであるヤズィードが参加しコンスタンティノープル近郊といえるカルケドンを攻撃したこの戦役を、東ローマ帝国首都そのものへの攻撃に格上げしようとしたものだと考えられる。

## 672年と673年の遠征
669年の戦役は、ウマイヤ朝軍にコンスタンティノープルへ直接侵攻できる能力があることを証明すると同時に、その完遂のためには周辺に補給基地を確保することが不可欠であることも示した。その場所として、ファダーラの艦隊が670年と671年の遠征の際に冬営地として使用したマルマラ海南岸のキュジコス半島が選定された。ここに至り、ムアーウィヤはコンスタンティノープル攻略のための本格的な遠征軍の編成に取り掛かった。669年のヤズィードの遠征の時とは異なり、今度は海岸沿いを進軍してコンスタンティノープルを目指すことになった。慎重かつ段階的に侵攻を進め、海岸沿いの拠点を確保していったウマイヤ軍は、最終的にキュジコスの制圧に成功した。これによりコンスタンティノープルは海陸両側から包囲され、後背の穀倉地帯からの食料補給もたたれることになった。

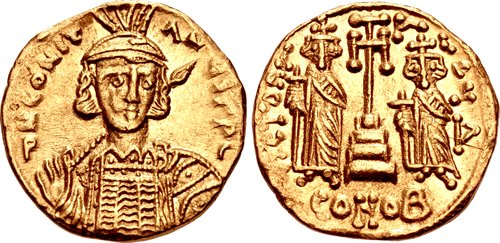
コンスタンティノス4世のノミスマ金貨

672年、シリアとエーゲ海の間の基地を結びシーレーンを構築するべく、3つの大艦隊が派遣された。ムハンマド・イブン・アブドゥッラーの艦隊はスミルナで冬を越し、カイスという人物（おそらくアブドゥッラー・イブン・カイスのこと）率いる艦隊はリュキアとキリキアで越冬、最後のハリド率いる艦隊は後からカイス艦隊に合流した。証聖者テオファネスによれば、ウマイヤ艦隊の接近を知った皇帝コンスタンティノス4世 (在位: 661年–685年)は、戦争に向け自らの艦隊の準備を始めた。その中には、新兵器「ギリシアの火」を使うための管を装備したものもあった。673年、新たにグナダ・イブン・アブー・ウマイヤ率いるウマイヤ艦隊が出発し、キリキアのタルススとロドス島を占領した。シリアとコンスタンティノープルの中間に位置するロドス島は、ウマイヤ朝によるコンスタンティノープル遠征の前線補給基地、また周辺の沿岸諸都市への襲撃の拠点へと作り替えられた。1万2000人の守備隊はシリアへ帰還し、代わりに島の防衛と周辺への襲撃のための小艦隊がやってきた。アラブ人は島に小麦を植え、放牧のための家畜を連れてきさえした。東ローマ海軍はウマイヤ海軍のエジプト攻撃を妨害しようとしたが、失敗した。この間にもアナトリア半島の陸上でのウマイヤ軍の進撃は続き、東ローマ帝国領内でウマイヤ軍が越冬する事態となった。

## 674年から678年のコンスタンティノープル攻撃と関連戦役

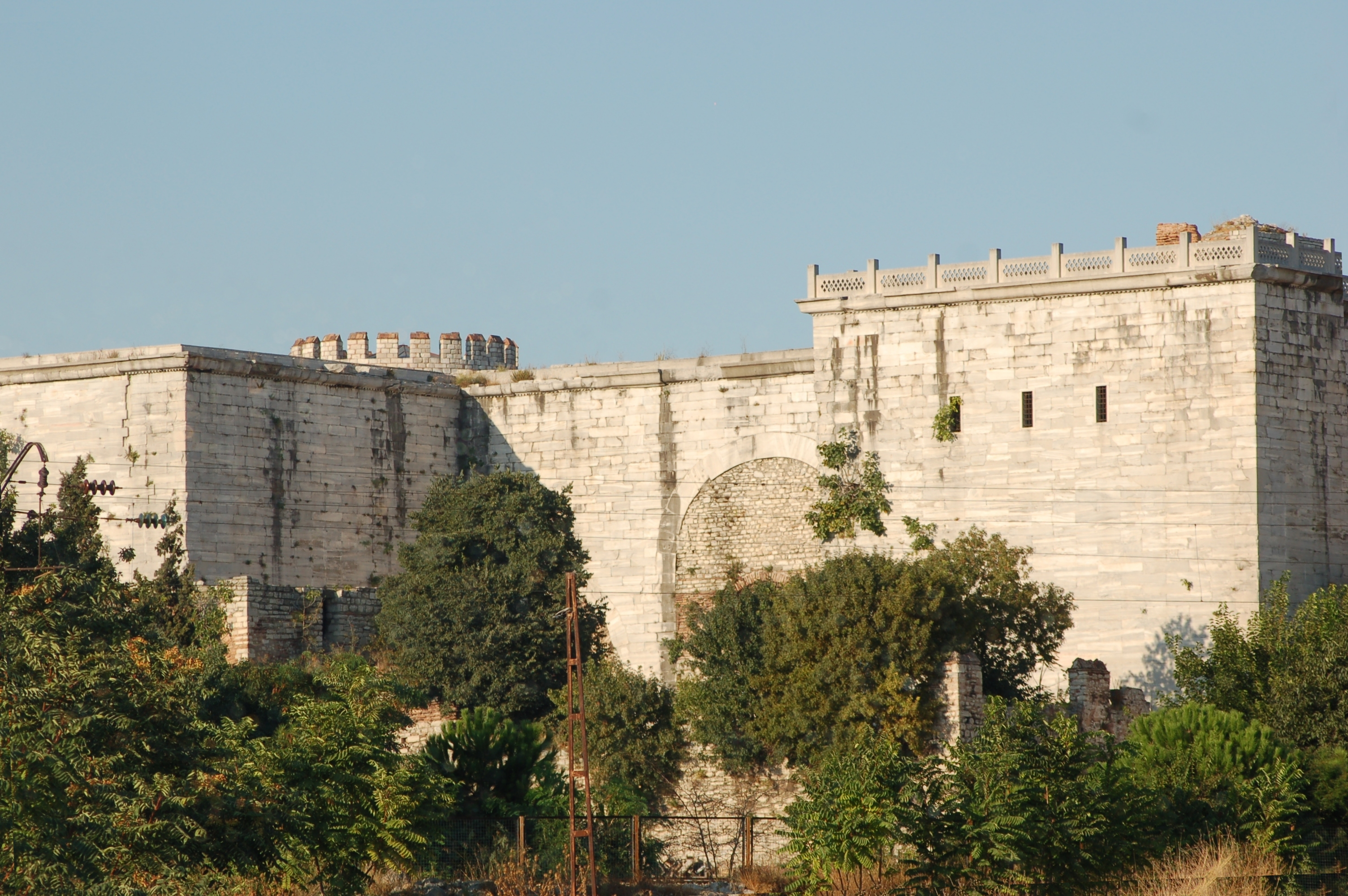
テオドシウスの城壁の黄金の門

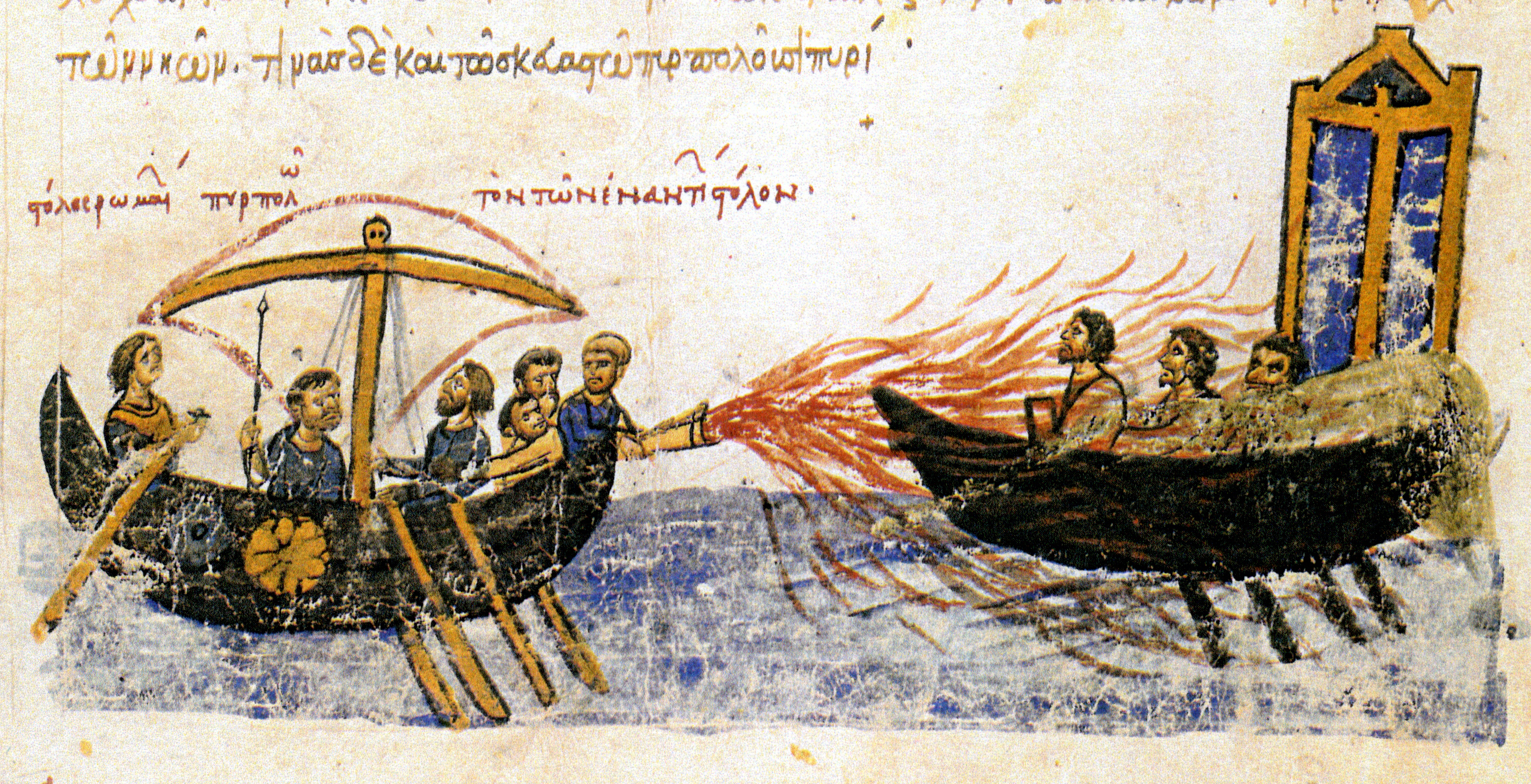
スキュリツェス年代記に描かれたギリシアの火。677年と678年のウマイヤ朝のコンスタンティノープル包囲戦において、初めて東ローマ帝国が使用した。

674年、ウマイヤ艦隊が東エーゲ海の拠点を出発し、マルマラ海に入った。証聖者テオファネスによれば、彼らは4月にトラキアのヘブドモン付近の海岸に上陸し、9月まで東ローマ軍と衝突を繰り返した。テオファネスによれば、「毎日、朝から晩まで、黄金の門の外からキクロビオンの間で押し合いへし合いが繰り返された」。その後ウマイヤ軍はキュジコスへ撤退し、冬を越すためにここを駐屯地として要塞化した。この流れは674年まで続く包囲戦の間繰り返された。毎春ウマイヤ軍はマルマラ海を渡ってコンスタンティノープルを攻撃し、冬になるとキュジコスへ撤退したのである。「包囲戦」といっても、実のところこの戦役はコンスタンティノープル周辺で展開された数々の戦闘の総称といってよく、そう考えれば669年のヤズィードの遠征も一部に含めて考えることができる。東ローマとアラブ双方の歴史家たちは、包囲戦の期間を「5年間」ではなく「7年間」と記録している。といってもその示す範囲は一定ではなく、672年から673年の戦役を含める場合もあれば、ウマイヤ軍が前線基地から完全に撤退した680年までを含める考え方もある。
コンスタンティノープル周辺で行われた戦闘の詳細はよくわかっていない。テオファネスは5年間の包囲戦を凝縮して記述しているし、アラブ側の文献は包囲戦そのものについて一切記述を残さず、単に東ローマ帝国領内での遠征にかかわった将軍たちの名を伝えているだけだからである。アラブ側の文献でわかることといえば、アブドゥッラー・イブン・カイスとファダーラ・イブン・ウバイドがクレタを襲撃してそこで675年に越冬したこと、同年にマリク・イブン・アブドゥッラーがアナトリア半島への遠征を率いたことくらいである。後世のアラブの歴史家ヤアクービーやタバリーによれば、676年にムアーウィヤがコンスタンティノープル包囲軍への援軍としてヤズィードを派遣し、また677年にはアブドゥッラー・イブン・カイスが遠征をおこなったというが、その標的は不明である。
東ローマ帝国が首都防衛に没頭するあまり、そのほかの領土では迫りくる他国の脅威への対応がおろそかになっていた。イタリアではランゴバルド人が帝国の危機に乗じてタレントゥムとブルンディシウムを含むカラブリアのほぼ全域を征服した。バルカン半島ではスラヴ人が676年から678年にかけてテッサロニキを包囲し、海にも乗り出して帝国の海岸線を襲い、マルマラ海まで進出することすらあった。
最終的に、677年秋もしくは678年初頭に、コンスタンティノス4世がウマイヤ軍に正面から決戦を挑んだ。彼の艦隊は新兵器のギリシアの火を使い、ウマイヤ艦隊を壊滅させた。アラブの年代記者が記録しているヤズィード・イブン・シャガラ提督の死は、この海戦によるものである可能性がある。同じころアナトリア半島でも、 スフヤーン・イブン・アウフ率いるウマイヤ軍がPhloros、Petron、Cypriantといった東ローマ帝国の将軍たちに敗れ、テオファネスによれば3万人のウマイヤ兵が死んだという。こうした敗北の結果、ウマイヤ軍は678年にコンスタンティノープル包囲を断念せざるを得なくなった。シリアに帰る途上、ウマイヤ海軍はスィリリョン沖で嵐に見舞われ、ほぼ全滅した。
証聖者テオファネスの年代記における概説的な記述は、この包囲戦について知るうえで不可欠である。しかしその内容の裏付けになるような文献は、同時代に近い、第二次アラブ包囲戦（717年-718年）以前にテオドシオス・グラマティコスという人物が書いた戦勝を祝う詩しか無い。テオドシオスの詩は、コンスタンティノープルの城壁の前での海戦における決定的な勝利を描いたものだが、興味深いことにウマイヤ海軍側にも火を噴く船があったとしている。「彼らの帰ってくる影への恐怖」という文言は、毎春キュジコスの基地からやってくるウマイヤ海軍のことをうたったものだと解釈できる。

## 包囲戦の重要性
コンスタンティノープルは、東ローマ帝国の中枢であった。もしここが落ちれば、残る東ローマ帝国領が統一性を保てたとは言い難く、簡単にアラブ人の餌食になってしまっただろうと考えられている。一方でアラブ人にとっても、コンスタンティノープル攻略に失敗したというのは重大な事件だった。コンスタンティノープルへの遠征は、661年からムアーウィヤが着実に積み重ねてきた軍事的勝利の最高点であった。このためにウマイヤ朝は、巨大な海軍の創設を含めて莫大な資源を投入してきた。それゆえに包囲戦の失敗の影響は甚大で、カリフの威信にも大きな傷がついた。逆に、東ローマ帝国の名声は新たな絶頂期を迎えようとしていた。コンスタンティノス4世の元にはアヴァール人やバルカン半島のスラヴ人などの使節が来訪して祝賀を述べ、東ローマ帝国の覇権を認めた。その後東ローマ帝国は和平を勝ち取り、帝国が望んでいたアナトリア襲撃の停止も実現したことで、東ローマ帝国はこれまでの数十年の大動乱とは打って変わった安定を取り戻すことができた。

## その後
ウマイヤ朝のコンスタンティノープル攻略失敗を受けて、シリアの山岳地帯でムスリム支配への抵抗を続けていたキリスト教徒マルダイテス人は、低地への襲撃活動を活発化させた。この新たな脅威の出現とアナトリア半島での敗北を受け、ムアーウィヤは東ローマ帝国との和平締結を望み、両国の使節が宮廷間を行き来した。この間もアムル・イブン・ムッラー率いるアラブ人が679年までアナトリア半島への侵入を続け、東ローマ帝国に圧力をかけようとした。最終的に結ばれた和平条約は、30年を名目上の有効期限とし、その間ウマイヤ朝のカリフは毎年3000ノミスマ、馬50頭、奴隷50人を東ローマ皇帝に納めることになった。ロドス島をはじめとする東ローマ帝国領の海岸線の基地にいたウマイヤ軍は、679年から680年にかけて撤退した。
首都からアラブ人が撤退したのを見届けたコンスタンティノス4世は、早速スラヴ人海賊を駆逐してテッサロニキの包囲を破り、その周辺地帯に皇帝の支配を取り戻した 。和平が結ばれたのち、コンスタンティノス4世はバルカン半島のブルガール人制圧に向かった。しかし彼の率いる東ローマ帝国軍のほぼすべてを動員した遠征軍はオングロスの戦いで完敗を喫し、ブルガリア帝国の成立を認めざるを得なくなった。イスラーム世界では、680年にムアーウィヤが死去したのち、ウマイヤ家に反対する諸勢力が次々と反乱を起こした。この第二次内乱のおかげで東ローマ帝国はムスリムの脅威から解放されたばかりでなく、アルメニアやイベリアといった重要な東方地域を一時的に回復することができた。またムスリムに征服されていたキプロスも、東ローマ帝国とウマイヤ朝の共同主権下に置かれることになった。コンスタンティノス4世の息子ユスティニアノス2世 (在位: 685年–695年、705年–711年)の時代になっても和平はしばらく継続されたが、両帝国の関係は693年に決裂し、東ローマ帝国は再び危機的状況に陥ることになった。この年のセバストポリスの戦いで東ローマ帝国軍はウマイヤ朝に敗れ、その後ユスティニアノス2世も廃位・追放され、帝国は20年間の動乱期に突入した。ウマイヤ朝は東ローマ帝国への圧力を強め、717年から718年にかけて2回目のコンスタンティノープル包囲を実施したものの、不成功に終わった。

## 文化的影響

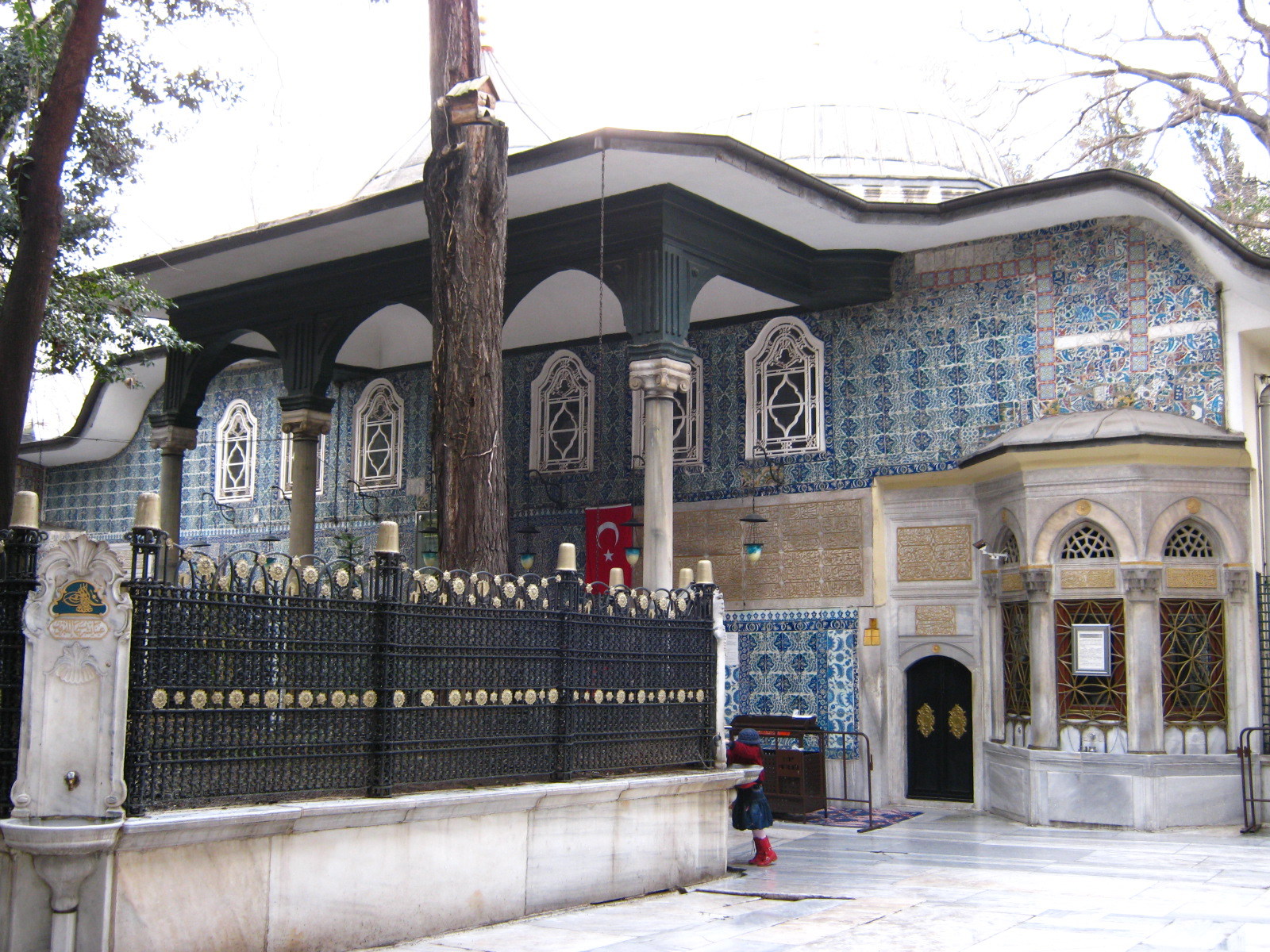
エユップ・スルタン・モスク群にあるアブー・アイユーブの墓

後世のアラブの文献は、669年のヤズィードの遠征から続くコンスタンティノープル攻撃にまつわる記録を大幅に拡張し、数々の神秘的な逸話を挿入している。近代以降の歴史家たちは、こうした逸話は674年から678年の包囲戦にかかわるものだと考えている。包囲戦に参加した人物として言及されている中には、イブン・アッバースやアブドゥッラー・イブン・ウマル、アブドゥッラー・イブン・アッズバイルなど初期イスラームにおける重要人物も多数いる。その中でも特に重要なのが、ムハンマドの旗手を務めたアンサールのアブー・アイユーブ・アル・アンサリである。彼は包囲戦中にコンスタンティノープルの城壁前で病没し、そこに葬られたという。ムスリムの伝説によれば、コンスタンティノス4世がこの墓を破壊しようとしたものの、もしそうしたらムスリム支配下のキリスト教徒を苦しめると言ってカリフが止めたという。そのためアブー・アイユーブの墓はそのまま安置され、干ばつの際には東ローマ人に崇敬され祈りの場にまでされた。1453年にオスマン帝国がコンスタンティノープルを征服した際、この墓はダルヴィーシュのアク・シャムス・アッディーンにより「再発見」され、スルタンのメフメト2世 (在位: 1444年–1446年、1451年–1481年)は大理石製の墓を造営し隣にモスクを建てるよう命じた。これがエユップ・スルタン・モスクである。その後、オスマン帝国のスルタンは即位時にエユップ・スルタン・モスクでオスマンの剣を佩くのが慣例となった。現在でも、このモスクはイスタンブールで最も神聖なムスリムの聖地のひとつとなっている。
678年に終わったこの包囲戦は、中国の歴史書である『旧唐書』や『新唐書』にも記述されている。それらには、拂菻（東ローマ帝国）の堅固な首都が大食（ウマイヤ朝）に包囲されたという記述がある。大食の指揮官は「摩拽」(Mo-i)とされているが、近代の中国学者フリードリヒ・ヒルスは、これをムアーウィヤに比定している。中国の歴史書によれば、大食は拂菻に和平の条件として貢納を強いたとされている。拂菻はかつての大秦であると明記しており、近代以降の中国学者たちは大秦をローマ帝国のことであるとしている。ヘンリー・ユールは所々で見られる中国の歴史書の正確さを驚きと共に紹介している。

## 現代の再評価
近代以降の歴史家たちは、この包囲戦に関する情報のほとんどを証聖者テオファネスの文献に頼っている。アラビア語やシリア語の文献は包囲戦に一切触れず、代わりに個々の遠征について言及しており、それらもコンスタンティノープルには程遠いところまでしか到達していないとしている。なお、673/4年にアルワドという「クスタンティニヤの海」の島を占領したという記述がある。ただこの海がマルマラ海とエーゲ海のいずれを指しているかは不明瞭である。また676年のヤズィードの遠征軍がコンスタンティノープルに達したという記述もある。シリア語年代記者たちは、ギリシアの火が使われアラブ艦隊が壊滅したのは674年のリュキア・キリキア沿岸での海戦であるとし、コンスタンティノープルで行われたとするテオファネスの記述を否定している。またその後には、677/8年に東ローマ帝国軍がシリアに上陸し、マルダイテスの蜂起も始まりカリフのシリア支配が揺らいだことで678/9年に和平が結ばれた、という記述が続く。
現代の歴史学者コンスタンティン・ズッカーマンは、8世紀初頭にエルサレムのコスマスが書いたナジアンゾスのグレゴリオスの文献の注釈にみられるはっきりしない文章のみが、アラブ人のコンスタンティノープル封鎖に言及している、と考えている。その文章には、いかにコンスタンティノス4世がエーゲ海からガリポリ半島を抜けマルマラ海へと船を操ったかが言及されている。ダーダネルス海峡がキュジコスのアラブ人によって封鎖されていたとすれば、この行動は東ローマ帝国海軍にとって特に重要な作戦行動であったと考えられる。
オックスフォード大学の学者ジェームズ・ハワード＝ジョンストンは、中世の歴史家たちが用いた原典を再検討し、2010年にWitnesses to a World Crisis: Historians and Histories of the Middle East in the Seventh Centuryと題した本を出版した。ここでハワード＝ジョンストンはシリアの年代記者たちの見解を重視し、伝統的なテオファネスの年代記に基づいた解釈を否定した。彼によれば、東方イスラーム圏の文献に包囲戦の記述がなく、テオファネスが言うような長期間の包囲戦は兵站の問題の上で不可能であるといった理由から、包囲戦そのものが存在しなかったと結論付けた。テオファネスが使用した文献は、717年から718年の包囲戦に影響を受けてその前の戦役を解釈した筆者不明の文献である、とした。彼は総論として、「670年代のコンスタンティノープル封鎖というのは、彼らは単に中東を力で覆っていただけなのだと気づいたアラブ人たちの深刻な不安の中で勃発した内乱に乗じて、ムアーウィヤ時代最後の年代にビザンツ帝国が達成したリュキア沖の海と陸上における至極実際の成功で覆い隠された神話である」とした。
一方で歴史家のマレク・ヤンコヴィアクは、アラブ人による大規模な包囲戦自体は実在したものの、それを140年後のテオファネスが、約50年後の筆者不明の文献に基づいて誤った年代のもとに混同して記述したのだとしている。彼は包囲戦の年代を667年から669年とし、668年の春に大規模攻勢が行われたとした。